# Favonius latimarginata
Favonius latimarginata är en fjärilsart som beskrevs av Siuiti Murayama 1963. Favonius latimarginata ingår i släktet Favonius och familjen juvelvingar. Inga underarter finns listade i Catalogue of Life.